# Dos Peñas
Dos Peñas är en ort i Mexiko.   Den ligger i kommunen Tepeji del Río de Ocampo och delstaten Hidalgo, i den sydöstra delen av landet, 60 km norr om huvudstaden Mexico City. Dos Peñas ligger 2 190 meter över havet och antalet invånare är 133.
Terrängen runt Dos Peñas är kuperad söderut, men norrut är den platt. Runt Dos Peñas är det ganska tätbefolkat, med 155 invånare per kvadratkilometer. Närmaste större samhälle är Colonia Santa Teresa, 11,9 km sydost om Dos Peñas. I omgivningarna runt Dos Peñas växer huvudsakligen savannskog.